# Moebelotinus
Moebelotinus là một chi nhện trong họ Linyphiidae.